# Salcia Tudor
Salcia Tudor est une commune roumaine située dans le județ de Brăila.